# ITNワールドニュース
『ITNワールドニュース（ITN World News）』は、1980年代後半から1990年代の大部分にかけて放送されていたニュース番組。ケーブルまたは衛星テレビで放映されたか、国際的に放映された。イングランドのロンドンから放送され、インディペンデント・テレビジョン・ニュースによって制作された。国内版はイギリスでも地上波テレビで放映された。
番組はスーパーチャンネルで放送を開始し、NBCヨーロッパ、ナイン・ネットワーク・オーストラリア、TVNZ、公共放送サービス（PBS）メンバー局、ITV地域の殆どで放送された。放送は1987年に始まり、1999年以降イギリスの画面では見られていない。ITNによって制作され、ロンドンのスタジオから放送された。

## 国内版

### スーパーチャンネル
当時新しく設立された汎ヨーロッパの衛星チャンネル「スーパーチャンネル」のニュース番組『ITNスーパーチャンネルニュース（ITN Super Channel News）』として誕生した。1987年に放送が開始され、本放送はグリニッジ標準時21:00（中央ヨーロッパ時間22:00）に生放送された。主なプレゼンターは、ジョン・スーシェ、スー・カーペンター、デイビッド・キャス（David Cass）だった。トレバー・マクドナルドとエドワード・ストールトンは後に番組のニュースキャスターを務めた。

### ITVネットワーク
1988年、ITNは、TV-amの『グッド・モーニング・ブリテン』に先立って、グリニッジ標準時5:00にロンドンから放送される『ITNモーニングニュース（ITN Morning News）』と呼ばれる1時間のニュース番組の制作を開始した。ITVネットワークの各放送局で放映された。同番組の一部、番組の半分ほどに、『ITNワールドニュース』と題された『スーパーチャンネルニュース』の国内版が含まれていた。スーパーチャンネルで放映されたバージョンと同じプレゼンターが出演した。トレバー・マクドナルドは後に番組のプレゼンターを務め、その後『News at Ten』のチーフニュースキャスターに就任した。エドワード・ストールトンも時折プレゼンターを務めた。湾岸戦争後、『ワールドニュース』は朝のニュース番組の一部として放送されなくなり、『モーニングニュース』自体は半分に縮小されてグリニッジ標準時5:30に放送され、打ち切られる2012年12月まで放送されていた（ただし、2009年までは『ITVモーニングニュース（ITV Morning News）』、その後は『ITV News at 5:30』）。

### NBCヨーロッパ
1993年、スーパーチャンネルは、当時アメリカでNBCを所有していた同国企業ゼネラル・エレクトリックによって買収された。当初、スーパーチャンネルは「NBCスーパーチャンネル」に改名された。『ザ・トゥナイト・ショー・ウィズ・ジェイ・レノ』、『レイト・ナイト・ウィズ・コナン・オブライエン』、『サタデー・ナイト・ライブ』、『デイトラインNBC』、『ザ・トゥデイ・ショー』、『NBCナイトリーニュース・ウィズ・トム・ブロコウ』などが含まれていた多くの人気のNBC番組が同チャンネルに登場し始めた。ビジネス・金融ニュースはCNBCとフィナンシャル・タイムズによって提供された。同局独自のニュース番組『ITNスーパーチャンネルニュース』が『ITNワールドニュース』に改名された。『ナイトリーニュース』を除いて、同チャンネルでのNBCニュース番組は生放送ではなく、ITNは、最新のヘッドラインを生放送のインサートで提供した。番組は1時間に拡大されたが、時間枠はグリニッジ標準時21:00（中央ヨーロッパ時間22:00）のままだった。1996年に、NBCスーパーチャンネルは「NBCヨーロッパ」になった。1998年にNBCヨーロッパは放送を中止した。『ITNワールドニュース』は、同チャンネルの最終放送日にイギリスでの放送を終了した。NBCヨーロッパでの放送終了時には、番組の主なプレゼンターはリチャード・リンドリーとセリーナ・スコットだった。最終年に向けて、プレゼンターはケイティ・ハズウェル（Katy Haswell）とリチャード・バース（Richard Bath）だった。

## 国際版

### ITNワールドニュース・フォー・パブリック・テレビジョン
1992年から1998年にかけて、ITNはWLIWと契約を結び、全米の公共テレビ局に『ITNワールドニュース』を提供した。
1998年、ITNは、ニューヨーク市のPBSメンバー局であるWNETと、アメリカの公共テレビ局向けにロンドンからニュース番組の新しいバージョンを放送する契約を結んだ（ただし、これは全米PBSスケジュールの一部ではなく、アメリカン・プログラム・サービスによって配信された）。新しいセット、新しい音楽、そして新しいプレゼンターのダルジット・ダリワルを迎えて、11月2日にデビューした。放送の新たな化身の名前は『ITNワールドニュース・フォー・パブリック・テレビジョン（ITN World News For Public Television）』だった。この番組により、ダルジット・ダリワルはアメリカでよく知られるようになったが、資金不足により2001年末に再び放送が中止された。
WNETはその後、国際的に焦点を当てた独自のニュース番組『ワールドフォーカス』の制作を試み、一時はダリワルもアンカーとして起用したが、これも短命に終わり、2008年秋から2010年初頭まで放送された。どちらの場合も、各局は通常、中止された番組を『BBCワールドニュース』の同時放送に置き換えた。

### ナイン・ネットワーク
1980年代後半から1990年代半ばまで、オーストラリアのナイン・ネットワークの一部放送局で放送されていた。TCN-9 シドニー、NWS-9 アデレード、STW-9 パース、TVT-6 テレビジョン・タスマニア（後のWINテレビジョン・タスマニア）、WINテレビジョン、RTQ-31 WINテレビジョン・ロックハンプトンで放送された。通常、オーストラリア東部標準時6:00または6:30に放送された。番組は、CNNワールドニュースの版やナインからの全国ニュース番組に様々な形で置き換えられた。

### TVNZ
1990年10月から1995年初頭まで、ニュージーランドのTVNZのチャンネル2で放送され、その後TV Oneでも放送された。通常はニュージーランド時間7:00に放送され、冬季は8:00、夏季は8:00に同日再放送された。番組はBBCワールドの直接衛星放送に置き換えられた。

### TVMマルタ
1980年代後半から1990年代前半にかけて、マルタ国営テレビチャンネルのTVMマルタで全土に放送され、地元のニュースリーダーによるマルタ語での紹介が行われた。

## プレゼンター
- ジョン・スーシェ（英語版） - 初代プレゼンター：1987年～1993年
- スー・カーペンター（英語版） - レギュラープレゼンター：1987年〜1993年
- トレバー・マクドナルド（英語版） - レギュラープレゼンター：1990年〜1992年
- エドワード・ストールトン（英語版） - 1987年〜1992年
- リチャード・リンドリー（英語版） - レギュラープレゼンター：1993年〜1998年
- セリーナ・スコット（英語版） - レギュラープレゼンター：1995年〜1997年
- ダルジット・ダリワル（英語版） - アメリカプレゼンター：1995年～1999年、レギュラープレゼンター：1998年～1999年
- キャロル・バーンズ（英語版） - 特別プレゼンター[湾岸戦争報道]：1991年
- ジュリア・サマヴィル（英語版） - 特別プレゼンター[湾岸戦争報道]：1991年
- フィオナ・アームストロング（英語版） - 1990年〜1992年
- ペニー・マーシャル（英語版） - ビジネスプレゼンター：1987年～1994年
- グラハム・ミラー（Graham Miller） - スポーツプレゼンター：1993年～1999年
- デイブ・ヒューソン（英語版） - 作曲家：1995年～1998年